# Chiesa della Madonna di Caravaggio (Ghedi)
La chiesa della Madonna di Caravaggio è un edificio di culto edificato nel 1759 a Ghedi e dedicato all'apparizione, nel paese bergamasco di Caravaggio, della Vergine Maria, denominata anche santa Maria del Fonte in seguito a questo miracolo.

## Storia
Il committente della chiesa è tuttora ignoto; lo storico ghedese Angelo Bonini, tuttavia, ha formulato una possibile ipotesi circa la costruzione di questo santuario, derivante da una diversa interpretazione dell'iscrizione presente sopra la cimasa del portale d'ingresso.
BRGI B: M: V:
17 59
DICAVIT»
Secondo questa iscrizione ed interpretazione, nonostante la concisione del testo, l'edificio di culto "Per la devozione del borgo alla Beata Vergine Maria dai fratelli Bucelleni [questo tempio] fu dedicato nel 1759". Tale supposizione e traduzione sarebbe avvalorata da un documento scritto da Giuseppe Tedoldi, parroco ghedese del tempo, all'allora vescovo di Brescia, Giovanni Nani:
(Relazione del parroco don Giuseppe Tedoldi)
La richiesta del parroco testimonia come al tempo la chiesa ancora non fosse stata consacrata per il culto religioso, benché, come egli stesso afferma nella Relazione, fosse custodita da dei guardiani annualmente rinnovati e che si celebri la Vergine, nel giorno dell'apparizione, con litanie e canti. Né nell'archivio ghedese né in quello vescovile, tuttavia, vi sono documenti che riportino una data circa la sua consacrazione; ad aumentare le incertezze su questa chiesa, non è sopravvissuto nemmeno alcun Libro delle Messe che possa testimoniare quando, effettivamente, fosse stata celebrata la prima funzione liturgica.
La famiglia citata dal parroco ghedese, quella dei Buccelleni, gode di una certa aura di mistero che ne impedisce una trattazione certa. Originari probabilmente di Gromo nella provincia di Bergamo, dove vivevano nel palazzo duecentesco si spostarono nella Val Trompia alla fine del XIV secolo; divenuti proprietari di innumerevoli fucine, si arricchirono commerciando nel settore della metallurgia arrivando ad accumulare, così facendo, una consistente somma di denaro. Le vicende storiche della famiglia portarono i Buccelleni stessi a fregiarsi del titolo di Conti e ad avere anche, nel 1759, un ramo della famiglia "habitante" nella contrada ghedese di Borgo Nuovo e a possedere varie proprietà in Ghedi: alla luce di questa versione, dunque, essi avrebbero anche posseduto quegli appezzamenti di terra dove ora sorge il santuario, ed avrebbero quindi contribuito in maniera decisiva alla sua edificazione. Da ciò, presumibilmente, quel "AFFBCELL" sarebbe interpretabile come "a fratellis Bucellenis", quindi, da parte dei fratelli Buccelleni. Sempre secondo lo storico Bonini, essi avrebbero posseduto anche il palazzo cinque-seicentesco oggi in Via della Vittoria, che avrebbero ereditato dal capitano Francesco Lodi.
Nel corso del XVIII secolo diverse epidemie bovine ed equine devastarono le campagne della Val Padana, spingendo quindi molti fedeli a recarsi in pellegrinaggi presso i santuari mariani ed i luoghi di devozione tipici del mondo agricolo bresciano; infatti, intere piccole comunità rurali rischiarono di cadere in condizioni economiche terribili, e le intercessioni chieste alla Vergine furono poi ricambiate costruendo nelle campagne ora piccole santelle, ora veri e propri edifici di culto, come nel caso del ghedese.

## Descrizione
Nel complesso armoniosa ed elegante, la chiesetta risaltava pienamente nella sua posizione originaria: posta infatti nella campagna ghedese dove si dipanavano le antiche strade che portavano ai più fertili campi del paese, si trovava oltre il cosiddetto ponte della "Serca", dal quale "si entra nella terra per sette ponti per cadauno, de quali al tempo delle uve la Communità mantiene sette guardaroli con cercar le persone se portano uva più dell'ordinata, et altre robbe". Da questa quadrivio si accedeva al paese e si poteva arrivare ad importanti centri come Leno e Porzano attraverso l'antica strada delle Pozze; dalle strade del fico e delle Corvane invece fino a Montirone, Borgosatollo e Bagnolo Mella.
Nonostante la compostezza e le forme rigorose delle architetture, i movimenti degli elementi architettonici risultano complessivamente equilibrati ed eleganti: le cornici delle finestrelle laterali, fini ma sobrie, sono in marmo di Botticino, così come il portale d'ingresso con la cimasa già connessa alla finestra superiore. Le lesene laterali sono alleggerite inoltre dai tre pinnacoli che svettano sulla cima e anche dalla fine modanatura orizzontale che corre lungo tutto il perimetro della struttura. Il piccolo campanile è stato posto in sostituzione di una più antica "torretta", quando la sagrestia fu ampliata nel 1963.